# Мецлер, Леон
Леон Мецлер (4 июня 1896, Дикирх — 13 марта 1930) — люксембургский футболист.
Мецлер провёл всю карьеру в клубе «Янг Бойз Дикирх». 28 августа 1920 он вышел в стартовом составе сборной Люксембурга на матч против Нидерландов в рамках второго тура футбольного турнира Олимпийских игр. Его команда потерпела поражение со счётом 3:0, это была его единственная игра за сборную.